# 路岩
路巖（829年—874年），字鲁瞻，魏州冠氏（今山东冠县）人，唐朝官员，唐懿宗年间任宰相。

## 生平
其父路羣，字正夫，能寫文章。唐代大中年間（847-860年）进士，歷官屯田员外郎、翰林学士、兵部侍郎、同中书门下平章事、尚书左僕射等。唐懿宗很看重他，咸通五年（864年）以翰林學士、兵部侍郎銜拜相，三十六歲即居相位。咸通十一年（870年），与駙馬韦保衡以同昌公主病死之事逼害劉瞻。不久即与韦保衡同当国，二人势动天下，时人稱之“牛头阿旁”。咸通十二年（871年），与韦保衡不和，罢相，为西川（今四川成都）节度使。僖宗即位，贬为新州（今广东新兴县）刺史。路巖出城時，路人紛紛向他投擲瓦礫。京兆尹薛能是路巖在相位时所拔擢，路巖告訴薛能道：“临行，烦以瓦砾相饯！”薛能举笏答称：“向来宰相出任，京兆府无发兵防卫先例。”路巖感到惭愧。走到江陵（今湖北省江陵县），改流放儋州（今海南省），途中再令自杀，并割取喉骨，交回復命。 
路巖任宰相时，有人编歌谣《嘲四相》：“确确无论事，钱财总被收。商人都不管，货赂（路）几时休？”说的就是当朝宰相曹确、杨收、徐商、路巖。
有子路德延，字昌遠；路延規，字希聖。

## 延伸阅读
[在维基数据编辑]
 在维基文库阅读此作者作品
 《舊唐書/卷177》，出自刘昫《舊唐書》
 《新唐書·卷184》，出自《新唐書》